# Little Tey
Pour les articles homonymes, voir Tey.
Little Tey est un village et une ancienne paroisse civile de l'Essex, en Angleterre. Le village est aujourd'hui dans la paroisse civile de Marks Tey.
Little Tey fait partie d'un groupe de villages appelé The Teys, incluant aussi Great Tey et Marks Tey.